# Siphlophis
Siphlophis är ett släkte av ormar som ingår i familjen snokar. Siphlophis ingår i underfamiljen Dipsadinae som ibland godkänns som familj.
Arterna är med en längd omkring 75 cm eller lite längre små till medelstora ormar. De förekommer i Central- och Sydamerika. Dessa ormar lever främst i skogar och de klättrar vanligen i träd. Födan utgörs av groddjur och ödlor. Honor lägger ägg. Släktets medlemmar är nattaktiva. Deras gifttänder ligger längre bak i käken. Det giftiga bettet kan orsaka lokala smärtor och svullnader hos människor.
Arter enligt Catalogue of Life:
- Siphlophis cervinus
- Siphlophis compressus
- Siphlophis leucocephalus
- Siphlophis longicaudatus
- Siphlophis pulcher
- Siphlophis worontzowi

The Reptile Database listar ytterligare en art:
- Siphlophis ayauma